# Катышка (Свердловская область)
Катышка — деревня в Алапаевском районе Свердловской области, входящая в муниципальное образование Алапаевское. Входит в состав Арамашевского сельского совета.

## Географическое положение
Деревня Катышка муниципального образования «Алапаевское» расположена на левом берегу реки Реж в устье реки Катышка, в 25 километрах южнее города Алапаевск. В окрестностях деревни, в 2 километрах к западу расположена автодорога Екатеринбург — Алапаевск, в 1,5 километрах к востоку-северо-востоку расположена железнодорожная о.п. 147 км веки Нижний Тагил — Каменск-Уральский, а также железнодорожный мост через реку Реж.

## История деревни
В 1893 году была построена деревянная часовня, освящённая в честь Покрова Пресвятой Богородицы.

### Школа
В 1898 году была организована смешанная школа грамоты, помещающаяся в собственном здании.

## Население
| 2002 | 2010 |
| ---- | ---- |
| 230  | ↘159 |